# Leptopsammia
Leptopsammia is een geslacht van koralen uit de familie van de Dendrophylliidae.

## Soorten
- Leptopsammia britannica (Duncan, 1870)
- Leptopsammia chevalieri Zibrowius, 1980
- Leptopsammia columna Folkeson, 1919
- Leptopsammia crassa van der Horst, 1922
- Leptopsammia formosa (Gravier, 1915)
- Leptopsammia poculum (Alcock, 1902)
- Leptopsammia pruvoti Lacaze-Duthiers, 1897
- Leptopsammia queenslandiae Wells, 1964
- Leptopsammia stokesiana Milne Edwards & Haime, 1848
- Leptopsammia trinitatis Hubbard & Wells, 1987